# 클래런스 토머스
클래런스 토머스(Clarence Thomas, 1948년 6월 23일 ~ )는 미국 역사상 두 번째 아프리카계 미국인 대법관이다.
조지아주 핀 포인트에서 출생하여 1971년 홀리크로스 대학(College of Holy Cross)에서 영문학을 전공하였고, 졸업 성적은 준우등(쿰 라우데)이었다. 1974년 예일 로스쿨에서 중간 정도의 성적으로 법무박사(J.D.) 학위를 취득하였다. 1974년부터 1977년까지 미주리주 검찰 총장보를 지내다가, 1981년과 1982년 미국 교육부 포등함에서 종사하였다.
1982년 5월 토머스는 미국 기회 균등 위원회의 위원장이 되었다. 그 위원장으로서 여성과 소수 민족 차별의 구제책인 적극적 우대 조치에 반대하는 연설을 해서 논쟁을 일으켰다. 1990년 조지 H. W. 부시 대통령은 그를 컬럼비아 특별구의 연방 항소 법원 판사로 임명하였다.
1991년 미국 대법원 판사 인준 청문회 동안 많은 상원 의원들은 토머스가 자신의 논쟁적 가능성을 경시하는 것에 비난하였다. 토머스가 교육부와 기회 균등 위원회에서 후에 오클라호마 대학교의 법학 교수가 된 아니타 F. 힐은 교육부와 기회 균등 위원회에서 상관으로 있던 토마스로부터 성적으로 괴힘을 당했다고 증언했지만, 토머스는 부인하였다. 결국 상원은 52 대 48로 인준안을 가결시켰다.
10월 23일 서굿 마셜의 뒤를 이어 대법관이 되었다. 대법관으로서 인권 문제를 포함한 논쟁에 토머스는 매우 보수적이었다. 그의 이런 성향은 진보적이었던 전임자 서굿 마셜과 대조되고 있다.